# Akihiro Nagashima
Akihiro Nagashima (永島 昭浩, Nagashima Akihiro, Kobe, 9 april 1964) is een Japans voormalig voetballer die als aanvaller speelde.

## Carrière
Akihiro Nagashima speelde tussen 1983 en 2000 voor Gamba Osaka, Shimizu S-Pulse en Vissel Kobe.

## Japans voetbalelftal
Akihiro Nagashima debuteerde in 1990 in het Japans nationaal elftal en speelde 4 interlands.

## Statistieken
| Japans voetbalelftal | Japans voetbalelftal | Japans voetbalelftal |
| Jaar                 | Wed.                 | Dlp.                 |
| -------------------- | -------------------- | -------------------- |
| 1990                 | 3                    | 0                    |
| 1991                 | 1                    | 0                    |
| Totaal               | 4                    | 0                    |